# Hogna brevitarsis
Hogna brevitarsis este o specie de păianjeni din genul Hogna, familia Lycosidae. A fost descrisă pentru prima dată de F. O. P.-cambridge în anul 1902. Conform Catalogue of Life specia Hogna brevitarsis nu are subspecii cunoscute.